# Christian Luerssen
Christian Luerssen (Bremen, 6 de mayo de 1843-Charlottenburg, Imperio alemán; 28 de junio de 1916 ) fue un botánico, pteridólogo y algólogo alemán.
Enseñó en el Instituto Botánico de Königsberg (hoy Kaliningrado). En 1917, una parte de su herbario fue donado por Otto Bjurling al Museo Sueco de Historia Natural.

## Algunas publicaciones
- 1894. Beiträge zur Kenntnis der Flora West-und Ostpreussens. I-III. - Bibliotheca Botanica 6 (28) : 1-58, pl. I-XXIII (Stuttgart)

- 1889. Die Farnpflanzen oder Gefässbündelkryptogamen (Pteridophyta) (= Dr. Ludwig Rabenhorst's Kryptogamen-Flora von Deutschland, Oesterreich und der Schweiz. vol. 3). 2ª ed. Kummer, Leipzig

- 1888. Forstbotanik – Grundriß der speziellen Morphologie der deutschen Bäume und Sträucher, der wichtigsten Arten der Waldbodenflora sowie der baumverderbenden Pilze. En: Tuisko Lorey (eds.) Handbuch der Forstwissenschaft. Vol. 1, 1: Forstliche Produktionslehre I. Laupp, Tübingen, pp. 321–514

- 1886. Die Einführung japanischer Waldbäume in deutschen Forsten. In: Zeitschrift für das Forst- und Jagdwesen. 18. Jg., ZDB-ID 395073-6, 1886, pp. 121–143, 251–273, 313–336, 442–448, 545–580

- 1883. Die Pflanzen der Pharmacopoea Germanica. Haessel, Leipzig 1883

- 1879–1882. Handbuch der systematischen Botanik mit besonderer Berücksichtigung der Arzneipflanzen. = Medicinisch-pharmaceutische Botanik, zugleich als Handbuch der systematischen Botanik für Botaniker, Ärzte und Apotheker. 2 Bände. Haessel, Leipzig

- 1877. Grundzüge der Botanik. Repetitorium für Studirende der Naturwissenschaften und Medicin und Lehrbuch für polytechnische land- und forstwirthschaftliche Lehranstalten. Haessel, Leipzig (5. durchgesehene und theilweise umgearbeitete Auflage. ibídem 1893)

- 1874. Die Pflanzengruppe der Farne (= Sammlung gemeinverständlicher wissenschaftlicher Vorträge. Serie IX, Heft 197). Lüderitz, Berlín

- 1872. Beiträge zur Entwicklungsgeschichte der Farn-Sporangien. Habilitation. In: August Schenk, Christian Luerssen: Mittheilungen aus dem Gesammtgebiete der Botanik. Vol. 1, 313–344, vol. 2, 42 pp. Leipzig, ISSN 842581-4

- 1868. Über den Einfluß des rothen und blauen Lichtes auf die Strömung des Protoplasma in den Brennhaaren von Urtica und den Staubfadenhaaren der Tradescantia virginica. Dissertation, Jena

## Honores

### Epónimos
Unas quince especies se han nombrado en su honor, entre ellas:
- (Caesalpiniaceae) Cassia luerssenii  Domin
- (Cyperaceae) Cyperus luerssenii Boeck.
- (Dryopteridaceae) Aspidium luerssenii Dörfl.
- (Dryopteridaceae) Dryopteris luerssenii (Harr.) C.Chr.

## Fuente
- Biografía en el Museo Sueco de Historia Natural Archivado el 3 de marzo de 2016 en Wayback Machine.

- La abreviatura «Luerss.» se emplea para indicar a Christian Luerssen como autoridad en la descripción y clasificación científica de los vegetales.[1]